# Hélène Bertaux
Hélène Bertaux , nacida Joséphine Charlotte Hélène Pilate en París en 1825 y fallecida en Saint-Michel-de-Chavaignes el 20 de abril de 1909 fue una escultora y militante de los derechos de la mujer de la segunda mitad del siglo XIX.

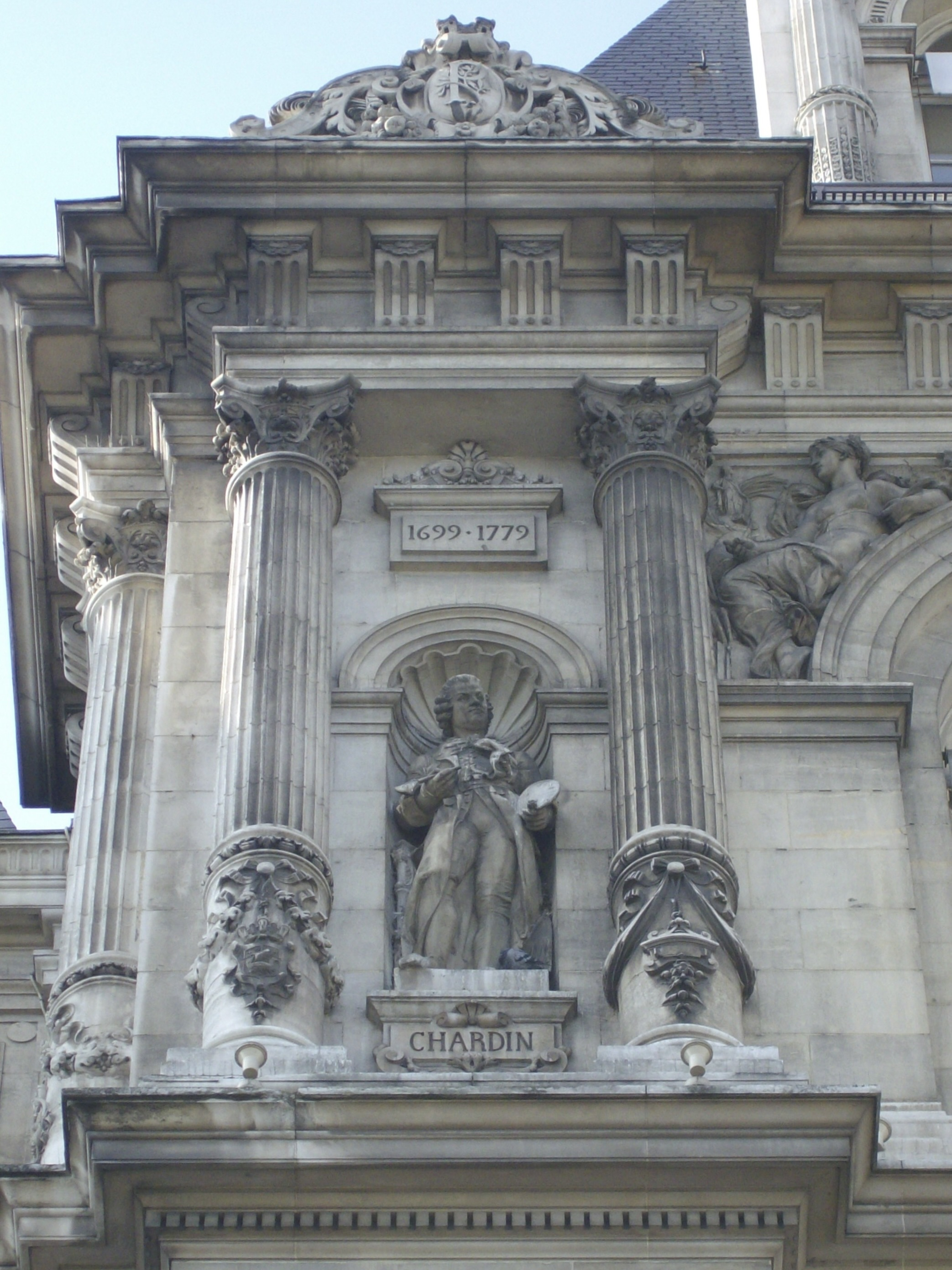
Estatua del pintor Jean Siméon Chardin, obra de Hélène Bertaux para el nuevo ayuntamiento de París.

## Vida y obras
Fue a la edad de 12 años cuando se inició en el negocio junto a su suegro Pierre Hébert (fr). Hizo numerosas esculturas de pequeñas dimensiones, tales como relojes, muy populares en aquella época, antes de dedicarse a obras de mayor tamaño. Casada pero separada de su primer marido, firmó sus obras desde 1854, bajo el nombre de "Madame Léon Bertaux," el nombre de su compañero (con el que se casó en 1866, tras la muerte de su primer marido en 1865).

## Evolución de los derechos de la mujer en el arte
En la segunda mitad del siglo XIX, en el territorio del arte, las mujeres estaban consideradas, por los artistas masculinos, como las musas emperatrices y las modelos pero no eran reconocidas como artistas, aparte de algunas excepciones, como Artemisia Gentileschi, pintora del siglo XVII o Rosa Bonheur, contemporánea de Hélène Bertaux. En aquella época, la academia de Bellas Artes les estaba prohibida y los prejuicios negativos en cuanto a sus capacidades para producir obras de arte de calidad estaban todavía profundamente anclados en la sociedad. Frente a las dificultades que encontraban las mujeres que querían dedicarse a la escultura, Hélène Bertaux decidió abrir un taller de modelado 1873, posteriormente una escuela de escultura reservada a las mujeres en 1880. Ella creó la Unión de mujeres Pintoras y Escultoras en diciembre de 1881, asociación que pronto fue reconocida de utilidad pública, y de la que fue la primera presidenta hasta 1894.

## Consagración
Expuso regularmente en el Salón anual y recibió numerosos encargos. En 1864, su trabajo fue finalmente reconocido por sus colegas masculinos después de obtener el encargo de un gran frontón (La Navigation) para la recién construida fachada de las Tullerías; a esta obra siguió en 1878 un segundo frontón para el patio del Carrousel del Louvre (La Législation). Durante el mismo año, conoció un gran éxito con su Muchacha en el baño - Jeune fille au bain. 
La consagración llegó finalmente, durante la Exposición Universal de París de 1889 donde ella recibió una medalla de oro de primera clase por el yeso de su "Psique bajo la influencia del misterio - Psyché sous l'empire du mystère"; actualmente expuesta en el Petit Palais de París.

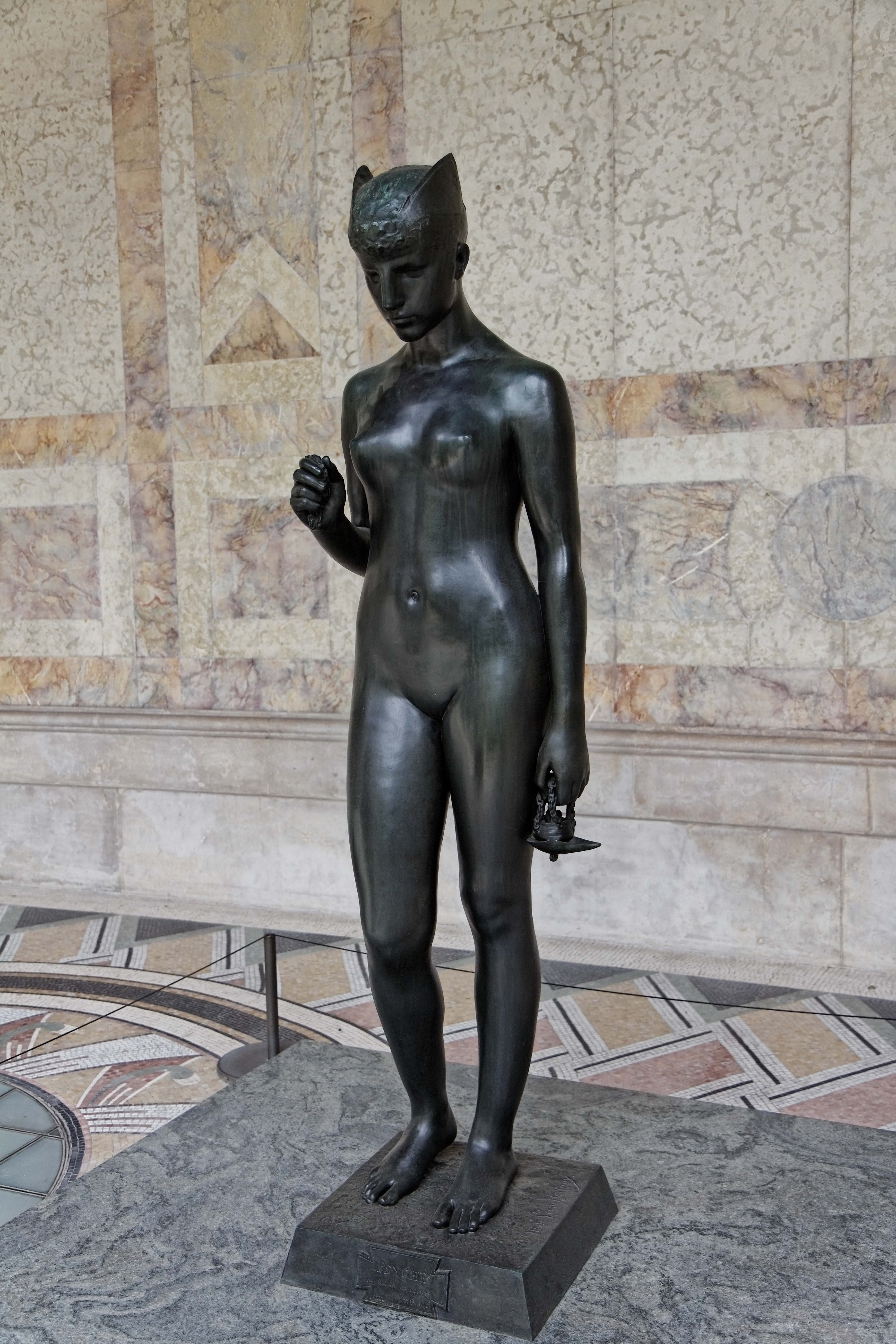
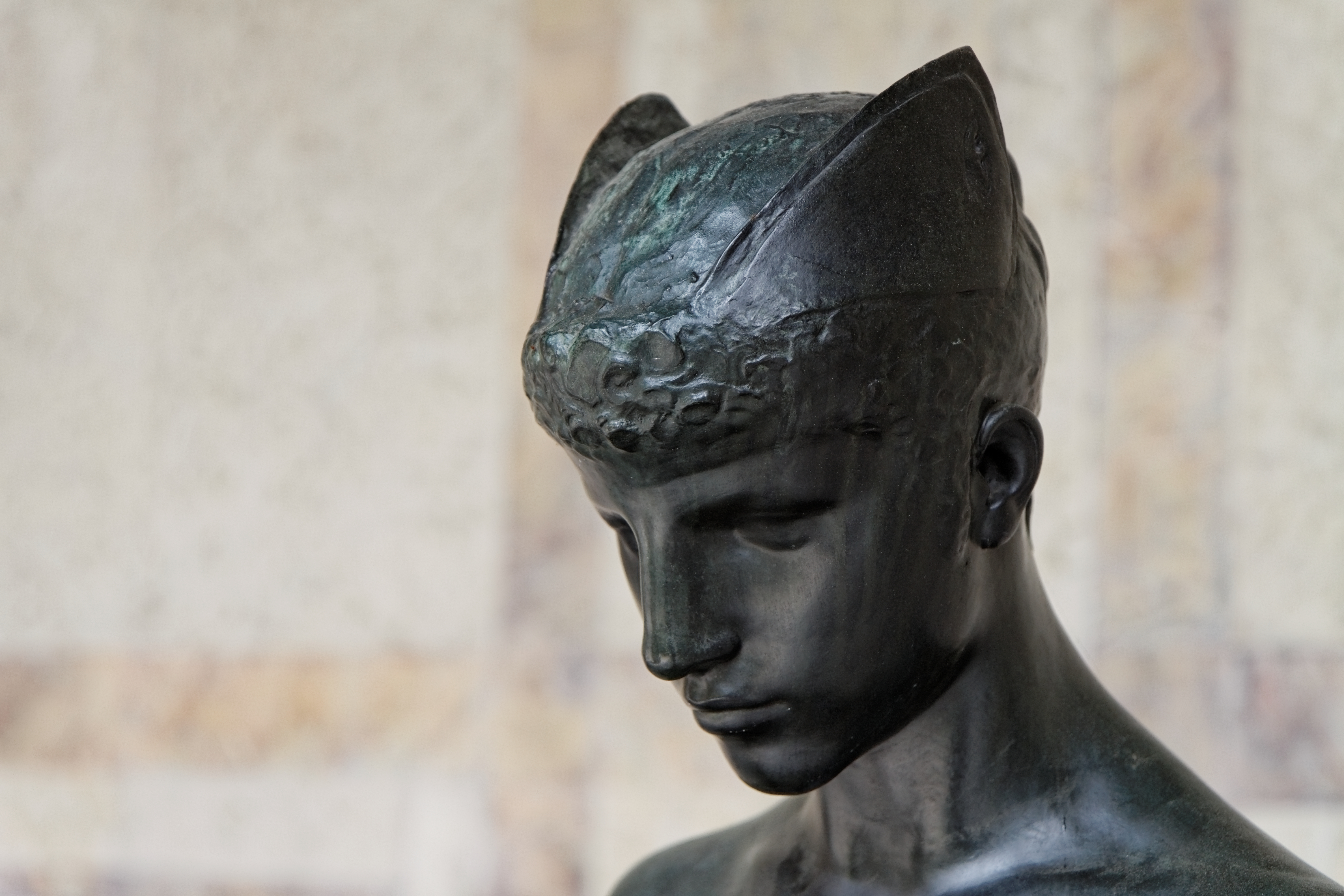
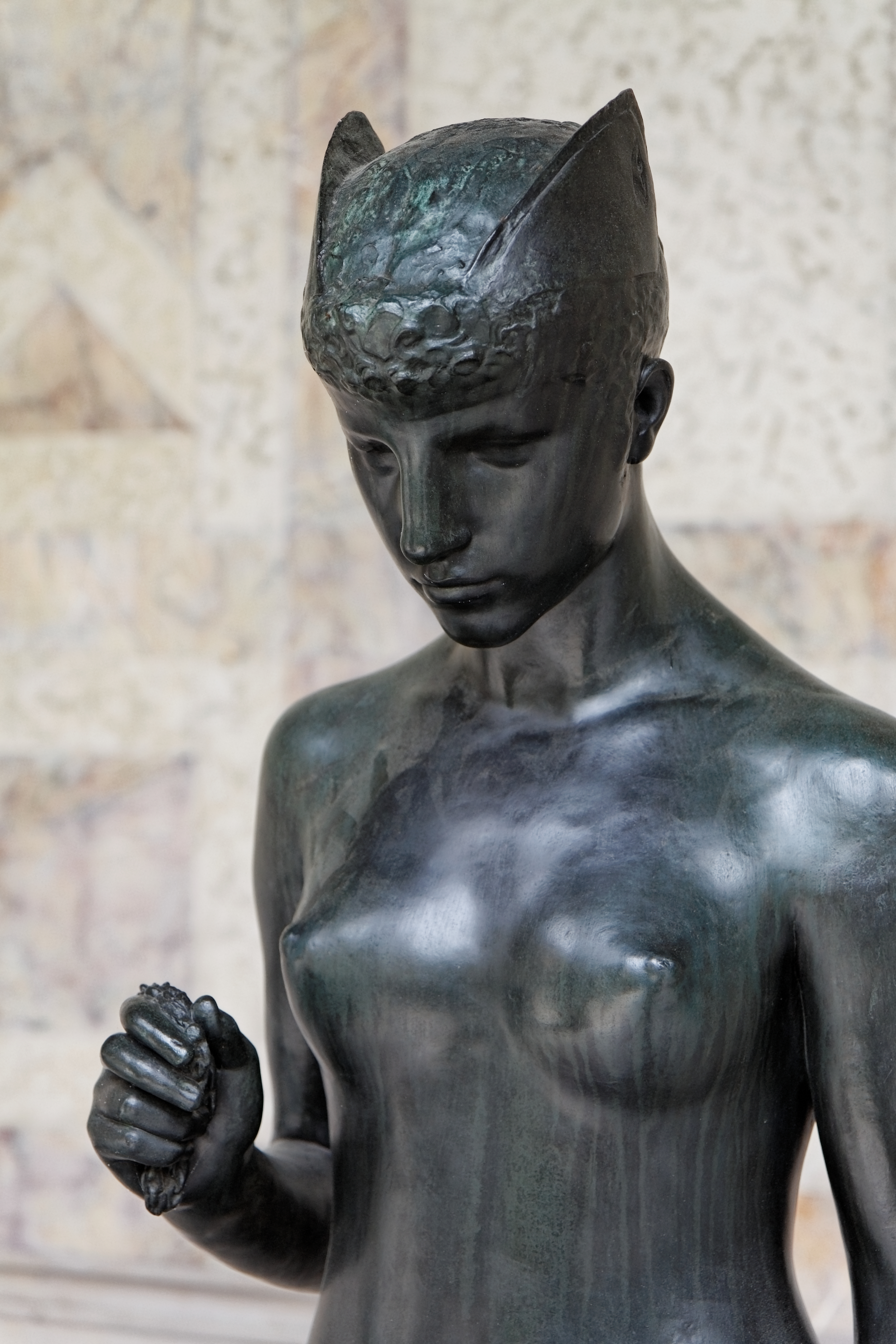
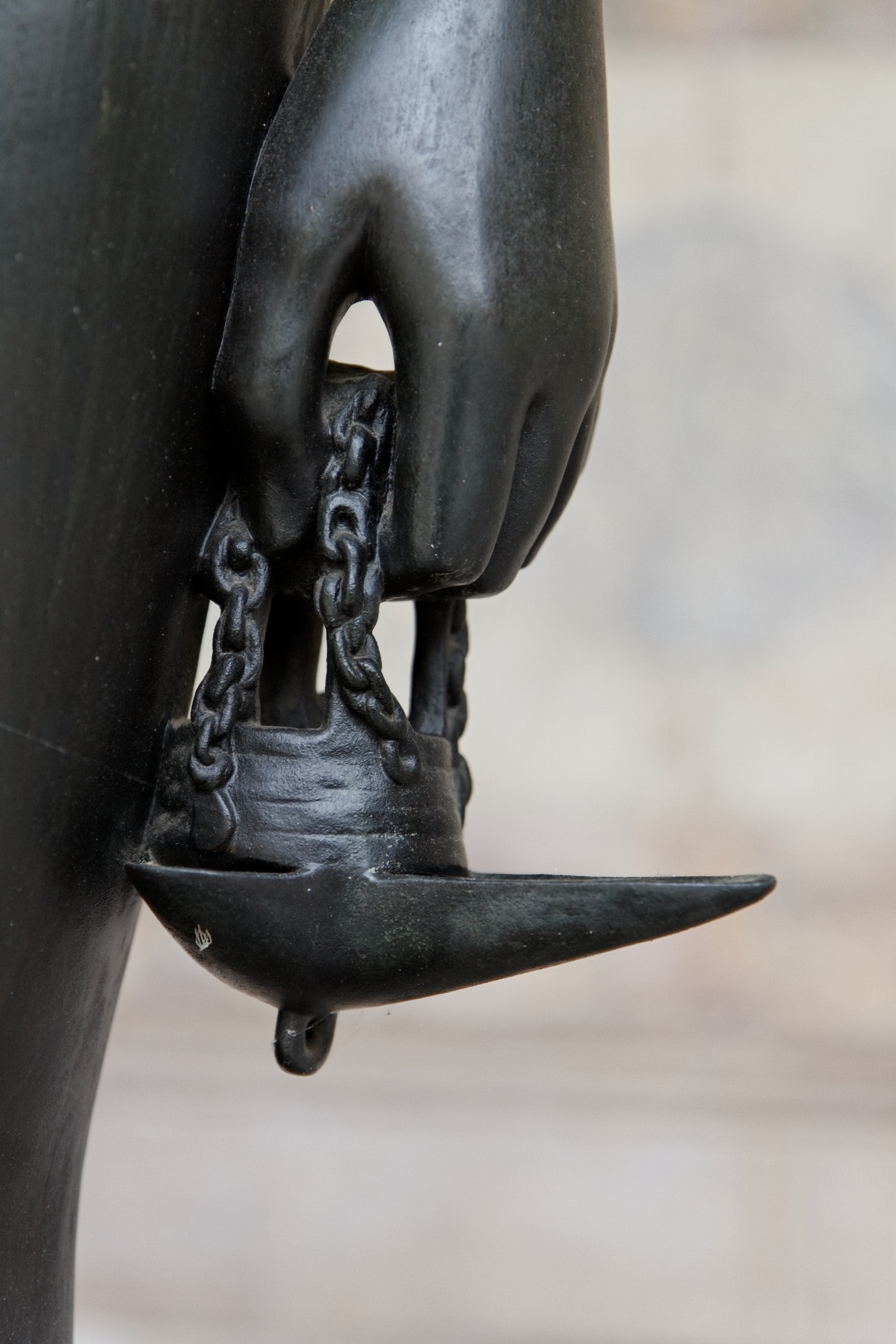

 Pulsar sobre la imagen para ampliar. 
En 1894, ella abandonó la Unión de Mujeres Pintoras y Escultoras, para dedicarse por completo a su sueño: hacer beneficiar a las mujeres de la calidad y la educación gratuita de la Escuela Nacional de Bellas Artes en París. Gracias a su movilización y a su determinación, las mujeres fueron finalmente admitidas desde 1897 (plenamente en 1900) y pudieron participar en el concurso del premio de Roma a partir de 1903. Paralelamente a esta lucha, ella continuó esculpiendo, presentó aun una obra en el Salón de 1900 (a los 75 años).

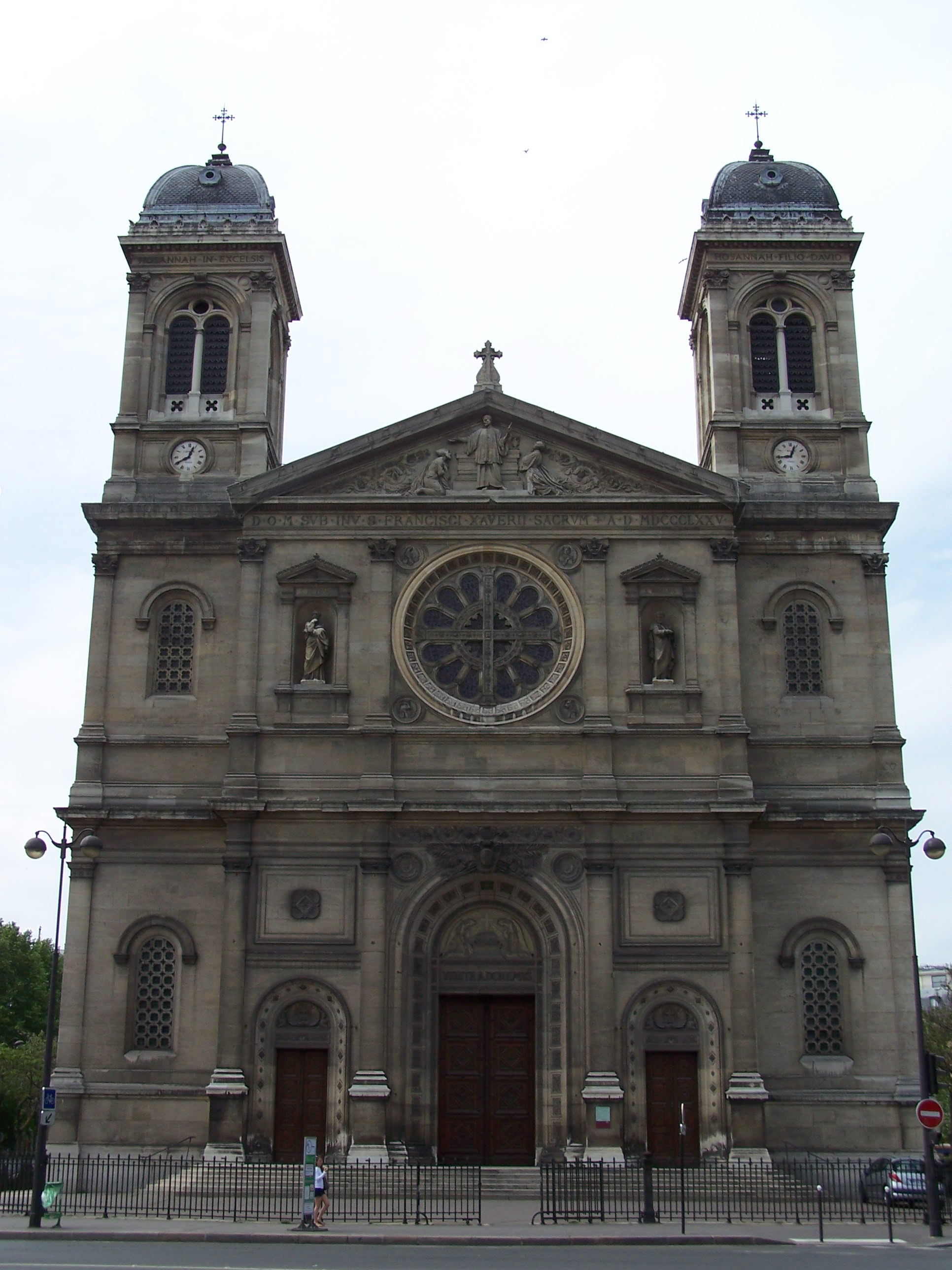
Fachada de la iglesia de Francisco Javier en París. El tímpano sobre la puerta central es obra de Hélène Bertaux.

## Fin de su vida
Ella terminó su vida en Saint-Michel-de-Chavaignes en el castillo de Lassay que adquirió en 1897, y donde falleció el año 1909. Ella está enterrada en el cementerio de Saint-Michel-de-Chavaignes.

## Obras públicas
Hélène Bertaux es la autora de diferentes esculturas que adornan espacios y fachadas de edificios en País, entre otras:
- los ya citados frontones del Louvre de la Navegación y la Legislación.
- La estatua del pintor Jean Siméon Chardin,para el nuevo ayuntamiento de París.
- El tímpano sobre la puerta central de la iglesia de San Francisco Javier de París (fr).
- Estatua de Jeune fille au bain o Sarah la bañista, mármol instalado en la plaza de la República de Lafrançaise 44°7′32″N 1°14′27″E / 44.12556, 1.24083